# Kohistanski jezici
Kohistanski jezici (privatni kod: kohi), ogranak od (9) dardskih [dard] jezika šire skupine indoarijskih jezika sjeverozapadne zone koji se govore na području Pakistana i Afganistana. 
Predstavnici su: bateri ili baterawal [btv], ukupno u Pakistanu i Indiji 29.100; chilisso ili galos [clh], 2.300 (1992 SIL) na istočnoj obali rijeke Indus u Pakistanu; gowro [gwf], 200 (1990) u selu Mahrin kod Kolaia u Pakistanu; kalami [gwc], 40,000 (1987), Pakistan; kalkoti [xka], 4.000 (1990) u selu Kalkot; kohistanski ili induski kohistanski [mvy], 220.000 (1993) na zapadnoj obali Indusa, Pakistan; tirahi [tra], 100 (etničkih 5,000) jugoistočno od Jalalabada u Afganistanu, selo Nangarhar; torwali [trw], 60,000 (1987) na obje obale rijeke Swat i dolina Chail; wotapuri-katarqalai [wsv], 1 govornik 1955. Danas se služe sjevernim pbu] ili južnim paštunskim [pbt].

## Vanjske poveznice
- Ethnologue (14th)
- Ethnologue (15th)